# دلفین پرتو
دلفین پرتو (فرانسوی: Delphyne Peretto‎؛ زادهٔ ۹ فوریهٔ ۱۹۸۲) ورزشکار دوگانه اهل فرانسه است.